# Szabat chazon
Szabat chazon (hebr., Szabat widzenia), nazywane także Widzenie Izajasza (hebr. Chazon Jeszajahu) – szabat poprzedzający Tisza be-Aw, czyli dzień żałoby i postu obchodzony dziewiątego dnia miesiąca Aw, w którym wspominane jest zburzenie Pierwszej Świątyni przez babilońskiego króla, Nabuchodonozora II oraz Drugiej Świątyni przez cesarza Tytusa. Wydarzenia są przez tradycję żydowską traktowane jako kara za grzechy całego narodu izraelskiego. Nazwa „Widzenie Izajasza” pochodzi od czytanego w tym dniu fragmentu pierwszego rozdziału Księgi Izajasza (Iz 1,1-27) rozpoczynającego się od słów Chazon Jeszajahu ben-Amoc.... W Szabat chazon w gminach żydowskich wierni ubierają stare, podniszczone ubrania, by okazać smutek i żałobę.